# Sīlvār
Sīlvār (persiska: سیلوار) är en ort i Iran.   Den ligger i provinsen Hamadan, i den nordvästra delen av landet, 290 km väster om huvudstaden Teheran. Sīlvār ligger 2 136 meter över havet och antalet invånare är 373.
Terrängen runt Sīlvār är varierad. Runt Sīlvār är det ganska tätbefolkat, med 104 invånare per kvadratkilometer. Närmaste större samhälle är Pasragad Branch, 4,8 km nordväst om Sīlvār. Trakten runt Sīlvār består i huvudsak av gräsmarker.